# Thượng Đức, Đà Nẵng
Thượng Đức là một xã thuộc thành phố Đà Nẵng, Việt Nam.

## Địa lý
Xã Thượng Đức có vị trí địa lý:
- Phía đông giáp xã Đại Đồng
- Phía tây giáp xã Đại Hưng
- Phía nam giáp xã Đại Hồng và xã Đại Sơn
- Phía bắc giáp huyện Đông Giang.

Xã Thượng Đức có diện tích 37,21 km², dân số năm 2019 là 7.613 người, mật độ dân số đạt 205 người/km².

## Hành chính
Xã Thượng Đức được chia thành 8 thôn: Hà Dục Đông, Tân Hà, Tịnh Đông Tây, Hà Dục Tây, Đại An, Tân An, Hà Tân, Hoằng Phước Bắc.